# Poule A de la Coupe du monde de rugby à XV 2019
La poule A de la Coupe du monde de rugby à XV 2019, qui se dispute au Japon du 20 septembre au 2 novembre 2019, comprend cinq équipes dont les deux premières se qualifient pour les quarts de finale de la compétition. Conformément au tirage au sort effectué le 10 mai 2017 à Kyoto, les équipes d'Irlande (Chapeau 1), d'Écosse (Chapeau 2), du Japon (Chapeau 3), de la Russie (Chapeau 4) et des Samoa (Chapeau 5) composent ce groupe A.

## Classement
| Rang | Pays    | J | V | N | D | Em | Ee | Bo | Bd | Pm  | Pe  | Diff | Pts |
| ---- | ------- | - | - | - | - | -- | -- | -- | -- | --- | --- | ---- | --- |
| 1    | Japon   | 4 | 4 | 0 | 0 | 13 | 7  | 3  | 0  | 115 | 62  | +53  | 19  |
| 2    | Irlande | 4 | 3 | 0 | 1 | 18 | 2  | 3  | 1  | 121 | 27  | +94  | 16  |
| 3    | Écosse  | 4 | 2 | 0 | 2 | 16 | 8  | 2  | 0  | 119 | 55  | +64  | 10  |
| 4    | Samoa   | 4 | 1 | 0 | 3 | 8  | 15 | 1  | 0  | 58  | 128 | -70  | 5   |
| 5    | Russie  | 4 | 0 | 0 | 4 | 1  | 24 | 0  | 0  | 19  | 160 | -141 | 0   |

|  | Qualifiés pour les quarts de finale, et pour la Coupe du monde 2023 |
|  | Éliminé, mais qualifié pour la Coupe du monde 2023                  |

## Les matchs
| 20 septembre 2019 | Japon   | 30 - 10 | Russie  | Stade de Tokyo, Tokyo                     |
| 22 septembre 2019 | Irlande | 27 - 3  | Écosse  | Stade international de Yokohama, Yokohama |
| 24 septembre 2019 | Russie  | 9 - 34  | Samoa   | Kumagaya Rugby Stadium, Saitama           |
| 28 septembre 2019 | Japon   | 19 - 12 | Irlande | Stade Ecopa de Shizuoka, Fukuroi          |
| 30 septembre 2019 | Écosse  | 34 - 0  | Samoa   | Stade du parc Misaki, Kobe                |
| 3 octobre 2019    | Irlande | 35 - 0  | Russie  | Stade du parc Misaki, Kobe                |
| 5 octobre 2019    | Japon   | 38 - 19 | Samoa   | Stade de Toyota, Toyota                   |
| 9 octobre 2019    | Écosse  | 61 - 0  | Russie  | Stade Ecopa de Shizuoka, Fukuroi          |
| 12 octobre 2019   | Irlande | 47 - 5  | Samoa   | Fukuoka Hakatanomori Stadium, Fukuoka     |
| 13 octobre 2019   | Japon   | 28 - 21 | Écosse  | Stade international de Yokohama, Yokohama |

### Japon - Russie
Homme du match :  Kotaro Matsushima
Points marqués :

Japon :
- 4 essais de Matsushima (12e, 39e, 69e) et Labuschagné (47e)
- 2 transformations de Tamura (40e) et Matsuda (71e)
- 2 pénalités de Tamura (44e, 64e)

Russie :
- 1 essai de Golosnitski (5e)
- 1 transformations de Kouchnariov (6e)
- 1 pénalité de Kouchnariov (61e)

Évolution du score : 0-7, 5-7, 12-7, mt, 15-7, 20-7, 20-10, 23-10, 30-10
Arbitre :  Nigel Owens
Touche :  Nic Berry /  Matthew Carley 
Vidéo :  Ben Skeen
Résumé : Le match d'ouverture de cette neuvième Coupe du monde de rugby à XV est réussi pour le Japon avec pour la première fois de l'histoire de la compétition trois essais marqués par un même joueur lors d'un match d'ouverture. Il s'agit de l'ailier japonais Kotaro Matsushima. Face à une Russie accrocheuse le Japon  s'impose avec le bonus offensif 30-10.
| Japon · Titulaires · 15 Will Tupou 71e · 14 Kotaro Matsushima 12e 39e 69e · 13 Timothy Lafaele · 12 Ryoto Nakamura · 11 Lomano Lemeki · 10 Yu Tamura 67e · 9 Yutaka Nagare 61e · 8 Kazuki Himeno · 7 Lappies Labuschagné 47e · 6 Michael Leitch 71e · 5 James Moore · 4 Wimpie van der Walt 61e · 3 Asaeli Valu 55e · 2 Shota Horie 75e · 1 Keita Inagaki 55e · Remplaçants · 16 Atsushi Sakate 75e · 17 Isileli Nakajima 55e · 18 Koo Ji-won 55e · 19 Luke Thompson 61e · 20 Hendrik Tui 71e · 21 Fumiaki Tanaka 61e · 22 Rikiya Matsuda 67e · 23 Ryohei Yamanaka 71e · Entraîneur · Jamie Joseph |  | Russie · Titulaires · Vassili Artemiev 15 · German Davydov 14 · Vladimir Ostroouchko 13 · 68e Dmitri Guerassimov 12 · 5e Kirill Golosnitski 11 · 65e Iouri Kouchnariov 10 · 33e 42e 74e Vassili Dorofeïev 9 · Nikita Vaviline 8 · Taguir Gadjiev 7 · 65e Vitali Jivatov 6 · 61e Bogdan Fedotko 5 · Andreï Ostrikov 4 · 68e Kirill Gotovtsev 3 · 65e Stanislav Selski 2 · 65e Valeri Morozov 1 · Remplaçants · 65e Evgueni Matveïev 16 · 65e Andreï Polivalov 17 · 68e Azamat Bitiev 18 · 61e Andrei Garböuzov 19 · 65e Anton Sytchiov 20 · 33e 42e 74e Dimitry Perov 21 · 65e Ramil Gaïssine 22 · 68e Vladislav Sozonov 23 · Entraîneur · Lyn Jones |

### Irlande - Écosse
Homme du match :  CJ Stander
Points marqués :

Irlande : 
- 4 essais de Ryan (7e), Best (15e), Furlong (26e) et Conway (57e)
- 2 transformations de Sexton (9e) et Murray (28e)
- 1 pénalité de Carty (69e)

Écosse :
- 1 pénalité de Laidlaw (22e)

Évolution du score : 7-0, 12-0, 12-3, 19-3, mt, 24-3, 27-3
Arbitre :  Wayne Barnes
Touche :  Pascal Gaüzère /  Alexandre Ruiz 
Vidéo :  Graham Hughes
Résumé : Ogre de cette poule, l'Irlande affronte d'entrée l'un des deux autres prétendants à la qualification : l'Écosse. Rapidement, le match tourne à l'avantage du XV du trèfle, qui marque un essai dès la 7e minute de jeu par James Ryan le deuxième ligne à la suite d'une belle percée de son compère Iain Henderson. Le capitaine irlandais récidive moins de dix minutes plus tard portant le score à 12-0. Laidlaw ouvre le compteur écossais à la 20e minute, 12-3. Mais la puissance irlandaise surclasse le XV du chardon qui encaisse un troisième essai à peine cinq minutes plus tard par Tadhg Furlong. A moins d'une demi-heure de jeu, l'Écosse accuse un retard de 16 points. Le score ne bougera plus et à la mi-temps, l'Irlande domine son adversaire 19-3. 
Au retour des vestiaires, la pluie s'intensifie, ce qui ne favorise guère le jeu au large. Les avants usent de leur puissance et l'Irlande continue de dominer les débats. Finalement, après un coup de pied écossais cafouillé, l'ailier Andrew Conway aplatit le quatrième essai irlandais synonyme de bonus offensif. L'Écosse ne parvient pas à inquiéter son adversaire, et après un dernier coup de pied victorieux irlandais, le score final en faveur du XV du trèfle est de 27-3.
L'Écosse qui n'a rien pu faire devra assurer l'intégralité de ses autres matchs et battre son principal concurrent à la deuxième place : le Japon, pays hôte de la compétition. L'Irlande quant à elle débute sa coupe du monde par un succès avec le bonus offensif. Dans le jeu, les joueurs de Joe Schmidt ont été impressionnants, envoyant un message fort. Avec cette victoire, les Irlandais sont pratiquement assurés d'accéder aux quarts de finale.
| Irlande · Titulaires · 15 Jordan Larmour · 14 Andrew Conway 57e · 13 Garry Ringrose · 12 Bundee Aki 21e · 11 Jacob Stockdale · 10 Jonathan Sexton 58e · 9 Conor Murray 58e · 8 CJ Stander · 7 Josh van der Flier 14e 22e 74e · 6 Peter O'Mahony 27e · 5 James Ryan 7e · 4 Iain Henderson 58e · 3 Tadhg Furlong 26e 50e · 2 Rory Best 15e · 1 Cian Healy 50e · Remplaçants · 16 Niall Scannell 74e · 17 David Kilcoyne 50e · 18 Andrew Porter 50e · 19 Tadhg Beirne 58e 70e à 80e · 20 Jack Conan 14e 22e 27e · 21 Luke McGrath 58e · 22 Jack Carty 58e · 23 Chris Farrell 21e · Entraîneur · Joe Schmidt |  | Écosse · Titulaires · Stuart Hogg 15 · 58e Tommy Seymour 14 · 65e Duncan Taylor 13 · Sam Johnson 12 · Sean Maitland 11 · Finn Russell 10 · 62e Greig Laidlaw 9 · Ryan Wilson 8 · 38e Hamish Watson 7 · 53e John Barclay 6 · 65e Jonny Gray 5 · Grant Gilchrist 4 · 53e WP Nel 3 · Stuart McInally 2 · 62e Allan Dell 1 · Remplaçants · 38e Fraser Brown 16 · 62e Gordon Reid 17 · 53e Simon Berghan 18 · 65e Scott Cummings 19 · 53e Blade Thomson 20 · 62e Ali Price 21 · 65e Chris Harris 22 · 58e Darcy Graham 23 · Entraîneur · Gregor Townsend |

### Russie - Samoa
Homme du match :  Alapati Leiua
Points marqués :

Russie :
- 2 pénalités de Kouchnariov (19e, 26e)
- 1 drop de Kouchnariov (48e)

Samoa :
- 6 essais de Leiua (16e, 80e), Amosa (45e), Fidow (49e, 53e) et Lee-Lo (63e)
- 2 transformations de Pisi (50e, 54e)

Évolution du score : 0-5, 3-5, 6-5, mt, 6-10, 9-10, 9-15, 9-17, 9-22, 9-24, 9-29, 9-34
Arbitre :  Romain Poite
Touche :  Jérôme Garcès /  Brendon Pickerill 
Vidéo :  Graham Hughes
Résumé : Première confrontation de l'histoire entre ces deux nations. Après une première période où peu de points sont inscrits (6-5 pour la Russie, avec deux pénalités pour la Russie et un essai non-transformé pour les Samoa), la rencontre commence vraiment en deuxième mi-temps. Seulement cinq minutes après le retour des vestiaires, les Samoans inscrivent leur deuxième essai de la rencontre grâce à Afa Amosa. La transformation qui suit est ratée. La Russie réplique rapidement sur un drop de Iouri Kouchnariov pour rester collée au score. Un score qu'elle va uniquement voir évoluer en faveur de ses adversaires car les Samoa vont prendre le large grâce à deux essais d'Ed Fidow transformés par Tusi Pisi. Le double marqueur samoan est imité par son coéquipier Rey Lee-Lo à l'heure de jeu. Les hommes de Steve Jackson clôturent ce match par un dernier essai à quelques secondes du coup de sifflet final. Les Samoa s'imposent largement (34-9) pour leur entrée en lice, empochant au passage le point de bonus offensif et prenant même la tête de la poule A en raison d'une meilleure différence de points.
| Russie · Titulaires · 15 Vassili Artemiev · 14 German Davydov · 13 Vladimir Ostroouchko · 12 Dmitri Guerassimov · 11 Kirill Golosnitski 65e · 10 Iouri Kouchnariov 55e · 9 Vassili Dorofeïev 55e · 8 Nikita Vaviline 65e · 7 Taguir Gadjiev · 6 Vitali Jivatov · 5 Bogdan Fedotko · 4 Andreï Ostrikov 65e · 3 Kirill Gotovtsev 47e à 57e 71e · 2 Stanislav Selski 57e · 1 Valeri Morozov 59e · Remplaçants · 16 Evgueni Matveïev 57e · 17 Andreï Polivalov 59e · 18 Azamat Bitiev 71e · 19 Andreï Garbouzov 65e · 20 Anton Sytchiov 65e · 21 Dimitry Perov 55e · 22 Ramil Gaïssine 55e · 23 Vladislav Sozonov 65e · Entraîneur · Lyn Jones |  | Samoa · Titulaires · 65e Tim Nanai-Williams 15 · 16e 80e Alapati Leiua 14 · 29e à 39e 63e Rey Lee-Lo 13 · Henry Taefu 12 · 49e 53e Ed Fidow 11 · 65e Tusi Pisi 10 · 40e Dwayne Polataivao 9 · 45e 33e 40e 49e Afa Amosa 8 · 65e TJ Ioane 7 · Chris Vui 6 · Kane Le'aupepe 5 · 65e Filo Paulo 4 · 55e Michael Alaalatoa 3 · 31e à 40e 40e Motu Matu'u 2 · 51e Logovi'i Mulipola 1 · Remplaçants · 33e Ray Niuia 16 · 55e Paul Alo-Emile 17 · 51e Jordan Lay 18 · 65e Senio Toleafoa 19 · 46e Josh Tyrell 20 · 40e Melani Matavao 21 · 65e AJ Alatimu 22 · 65e Ulupano Seuteni 23 · Entraîneur · Steve Jackson |

### Japon - Irlande
Homme du match :  Shota Horie
Points marqués :

Japon :
- 1 essai de Fukuoka (59e)
- 1 transformation de Tamura (60e)
- 4 pénalités de Tamura (17e, 33e, 39e, 71e)

Irlande :
- 2 essais de Ringrose (13e) et Kearney (20e)
- 1 transformation de Carty (21e)

Évolution du score : 0-5, 3-5, 3-12, 6-12, 9-12, mt, 16-12, 19-12
Arbitre :  Angus Gardner
Touche :  Jérôme Garcès /  Matthew Carley 
Vidéo :  Ben Skeen
Résumé : L'Irlande démarre fort cette rencontre avec un premier essai à la 13e minute de Garry Ringrose et un autre moins de dix minutes plus tard de Rob Kearney, cette fois-ci transformé. Menés, les Japonais auraient pu craquer et voir leurs adversaires prendre le large mais non. Au contraire, ils se ressaisissent et commencent à pousser. Sous pression, les Irlandais commettent des fautes et cela permet au Japon de revenir au score petit à petit grâce aux coups de pied. À la pause, le XV du Trèfle n'a quasiment plus d'avance (9-12).
Au retour des vestiaires, les Nippons ne réduisent pas leur intensité et continuent à gêner l'Irlande qui impuissante est incapable de produire son jeu. Après une longue phase, le Japon inscrit un essai transformé par Kenki Fukuoka et prend pour la première fois les commandes de la rencontre. Les Irlandais continuent à souffrir et ne peuvent plus revenir au score et encaissent même une dernière pénalité à dix minutes de la fin.
Victoire historique pour le Japon qui s'offre ni plus ni moins que la deuxième nation au classement mondial World Rugby. Deuxième énorme exploit nippon après le succès face à l'Afrique du Sud lors de la Coupe du Monde 2015. Dominée et dépassée, l'Irlande s'incline logiquement face à un rival qui a tout simplement été supérieur et conquérant durant toute la rencontre. Énorme victoire des locaux contre l'un des favoris de cette Coupe du Monde 2019. Largement plus fort sur le papier, le XV du Trèfle n'a rien eu d'un favori durant le match. La victoire japonaise est le mérite des locaux qui ont su faire douter les Irlandais pour prendre finalement l'avantage et ne plus les voir revenir. Le Japon prend la première place du groupe A. Les Irlandais se consolent avec le point du bonus défensif.
| Japon · Titulaires · 15 Ryohei Yamanaka 49e · 14 Kotaro Matsushima · 13 Timothy Lafaele · 12 Ryoto Nakamura · 11 Lomano Lemeki · 10 Yu Tamura · 9 Yutaka Nagare 56e · 8 Amanaki Mafi 30e · 7 Lappies Labuschagné · 6 Kazuki Himeno · 5 James Moore · 4 Luke Thompson 63e · 3 Koo Ji-won 53e · 2 Shota Horie · 1 Keita Inagaki 63e · Remplaçants · 16 Atsushi Sakate · 17 Isileli Nakajima 63e · 18 Asaeli Ai Valu 53e · 19 Wimpie van der Walt 63e · 20 Michael Leitch 30e · 21 Fumiaki Tanaka 56e · 22 Rikiya Matsuda · 23 Kenki Fukuoka 49e 59e · Entraîneur · Jamie Joseph |  | Irlande · Titulaires · 20e 67e Rob Kearney 15 · Keith Earls 14 · 13e Garry Ringrose 13 · 60e Chris Farrell 12 · Jacob Stockdale 11 · 60e Jack Carty 10 · Conor Murray 9 · CJ Stander 8 · Josh van der Flier 7 · 54e Peter O'Mahony 6 · James Ryan 5 · 65e Iain Henderson 4 · 60e Tadhg Furlong 3 · 60e Rory Best 2 · 45e Cian Healy 1 · Remplaçants · 60e Sean Cronin 16 · 45e David Kilcoyne 17 · 60e Andrew Porter 18 · 65e Tadhg Beirne 19 · 60e Rhys Ruddock 20 · 67e Luke McGrath 21 · 60e Joey Carbery 22 · 60e Jordan Larmour 23 · Entraîneur · Joe Schmidt |

### Écosse - Samoa
Homme du match :  Jonny Gray
Points marqués :

Écosse :
- 4 essais de Maitland (30e), Laidlaw (34e) et pénalité (57e, 75e)
- 2 transformations de Laidlaw (31e, 36e)
- 1 pénalité de Laidlaw (9e)
- 1 drop de Hogg (38e)

Évolution du score : 3-0, 10-0, 17-0, 20-0, mt, 27-0, 34-0
Arbitre :  Pascal Gaüzère
Touche :  Nigel Owens /  Federico Anselmi 
Vidéo :  Graham Hughes
Résumé : 
| Écosse · Titulaires · 15 Stuart Hogg · 14 Darcy Graham · 13 Chris Harry · 12 Sam Johnson 63e · 11 Sean Maitland 30e · 10 Finn Russell 74e · 9 Greig Laidlaw 34e 63e · 8 Blade Thomson · 7 Jamie Ritchie · 6 Magnus Bradbury 72e · 5 Jonny Gray · 4 Grant Gilchrist 51e · 3 WP Nel 57e · 2 Stuart McInally 51e · 1 Allan Dell 12e · Remplaçants · 16 Fraser Brown 51e · 17 Gordon Reid 12e · 18 Zander Fagerson 57e · 19 Scott Cummings 51e · 20 Ryan Wilson 72e · 21 George Horne 63e · 22 Adam Hastings 74e · 23 Duncan Taylor 63e · Entraîneur · Gregor Townsend |  | Samoa · Titulaires · Tim Nanai-Williams 15 · 44e Belgium Tuatagaloa 14 · Alapati Leiua 13 · Henry Taefu 12 · 56e, 74e Ed Fidow 11 · 53e Tusi Pisi 10 · 70e Melani Matavao 9 · 3e 13e Jack Lam 8 · 65e TJ Ioane 7 · Chris Vui 6 · Kane Le'aupepe 5 · 50e 78e Filo Paulo 4 · 46e Michael Alaalatoa 3 · 53e Ray Niuia 2 · 43e Logovi'i Mulipola 1 · Remplaçants · 53e Seilala Lam 16 · 46e Paul Alo-Emile 17 · 43e Jordan Lay 18 · 50e 78e Piula Fa'asalele 19 · 3e 13e 65e Josh Tyrell 20 · 70e Pele Cowley 21 · 53e UJ Seuteni 22 · 44e Kieron Fonotia 23 · Entraîneur · Steve Jackson |

### Irlande - Russie
Homme du match :  Rhys Ruddock
Points marqués :

Irlande :
- 5 essais de Kearney (2e), Mahony (13e), Ruddock (35e), Conway (62e) et Ringrose (76e)
- 5 transformations de Sexton (3e, 14e, 37e) et Carty (63e, 77e)

Évolution du score : 7-0, 14-0, 21-0, mt, 28-0, 35-0
Arbitre :  Jérôme Garcès
Touche :  Mathieu Raynal /  Brendon Pickerill 
Vidéo :  Ben Skeen
Résumé : L’Irlande s’avance dans cette rencontre avec l’envie de renouer avec la victoire après sa défaite surprise face au Japon. La victoire bonifiée est ainsi le seul objectif pour le XV du trèfle, qui inscrit un essai d’entrée grâce à Rob Kearney, transformé par Jonathan Sexton (7-0, 2e). Il double la mise à la 14e, après l’essai de Peter O'Mahony transformé (14-0, 12e). Il faut ensuite attendre la 34e minute pour voir les Irlandais, alors en supériorité numérique à la suite du carton jaune de Bogdan Fedotko, passer la ligne grâce à Rhys Ruddock, élu homme du match. Sexton passe la transformation pour permettre à son équipe de rentrer aux vestiaires avec un avantage logique (21-0). En deuxième période, les Irlandais ne forcent pas leur talent. Profitant du carton jaune reçu par Andreï Ostrikov, Andrew Conway aplatit dans l’en-but pour la quatrième essai des siens, synonyme de bonus offensif (26-0, 61e). Jack Carty, qui remplace Sexton à la mi-temps, se charge de passer la transformation pour porter le score à 28-0 (62e). Un quart d’heure plus tard, c’était au tour de Garry Ringrose d’ajouter cinq nouveaux points (33-0, 75e), avant que Carty ne scelle le sort de la rencontre sur la transformation (35-0, 76e). Un succès bonifié pour l’Irlande qui lui permet de reprendre les commandes de la poule A devant le Japon. 
| Irlande · Titulaires · 15 Rob Kearney 2e 50e · 14 Andrew Conway 62e · 13 Garry Ringrose 76e · 12 Bundee Aki · 11 Keith Earls · 10 Jonathan Sexton 40e · 9 Luke McGrath · 8 Jordi Murphy 27e · 7 Peter O'Mahony 13e · 6 Rhys Ruddock 35e · 5 Jean Kleyn 61e · 4 Tadhg Beirne · 3 John Ryan 58e · 2 Niall Scannell 58e · 1 David Kilcoyne 58e · Remplaçants · 16 Sean Cronin 58e · 17 Andrew Porter 58e · 18 Tadhg Furlong 58e · 19 Iain Henderson 61e · 20 CJ Stander 27e · 21 Conor Murray · 22 Jack Carty 40e · 23 Jordan Larmour 50e · Entraîneur · Joe Schmidt |  | Russie · Titulaires · Vassili Artemiev 15 · German Davydov 14 · Vladimir Ostroouchko 13 · 15e Kirill Golosnitski 12 · 71e Denis Simplikevitch 11 · Ramil Gaïssine 10 · Dimitry Perov 9 · Victor Gressev 8 · Taguir Gadjiev 7 · 70e Anton Sytchiov 6 · 34e à 45e 64e Bogdan Fedotko 5 · 50e Andreï Garbouzov 4 · 68e Kirill Gotovtsev 3 · 40e Evgueni Matveïev 2 · 40e Andreï Polivalov 1 · Remplaçants · 40e Stanislav Selski 16 · 40e Valeri Morozov 17 · 68e Vladimir Podrezov 18 · 51e à 61e 50e Andreï Ostrikov 19 · 64e Evgueni Ielguine 20 · 71e Sergueï Ianiouchkine 21 · 70e Roman Khodine 22 · 15e Vladimir Ostroouchko 23 · Entraîneur · Lyn Jones |

### Japon - Samoa
Homme du match :  Lomano Lemeki
Points marqués :

Japon :
- 4 essais de Lafaele (29e), Himemo (55e), Fukuoka (76e) et Matsushima (80e)
- 3 transformations de Tamura (30e, 56e, 80e)
- 4 pénalités de Tamura (3e, 8e, 24e, 51e)

Samoa :
- 1 essai de Taefu (73e)
- 1 transformation de taefu (74e)
- 4 pénalités de Taefu (10e, 16e, 34e, 45e)

Évolution du score : 3-0, 6-0, 6-3, 6-6, 9-6, 16-6, 16-9, mt, 16-12, 19-12, 26-12, 26-19, 31-19, 38-19
Arbitre :  Jaco Peyper
Touche :  Angus Gardner /  Federico Anselmi 
Vidéo :  Graham Hughes
Résumé : 
| Japon · Titulaires · 15 Ryohei Yamanaka 57e · 14 Kotaro Matsushima 80e · 13 Timothy Lafaele 29e · 12 Ryoto Nakamura 70e · 11 Lomano Lemeki · 10 Yu Tamura · 9 Yutaka Nagare 63e · 8 Kazuki Himeno 55e · 7 Lappies Labuschagné · 6 Kazuki Himeno 64e · 5 James Moore · 4 Wimpie van der Walt 68e · 3 Koo Ji-won 52e · 2 Atsushi Sakate 40e · 1 Keita Inagaki 52e · Remplaçants · 16 Shota Horie 40e · 17 Isileli Nakajima 52e · 18 Asaeli Ai Valu 52e · 19 Uwe Helu 68e · 20 Hendrik Tui 64e · 21 Fumiaki Tanaka 63e · 22 Rikiya Matsuda 70e · 23 Kenki Fukuoka 57e 76e · Entraîneur · Jamie Joseph |  | Samoa · Titulaires · 40e Tim Nanai-Williams 15 · 55e Ahsee Tuala 14 · Alapati Leiua 13 · Henry Taefu 12 · Ed Fidow 11 · UJ Seuteni 10 · 66e Dwayne Polataivao 9 · Jack Lam 8 · 25e à 35e 70e TJ Ioane 7 · Chris Vui 6 · Kane Le'aupepe 5 · 61e Piula Fa'asalele 4 · 56e Michael Alaalatoa 3 · 56e Seilala Lam 2 · 66e Jordan Lay 1 · Remplaçants · 56e Ray Niuia 16 · 66e Paul Alo-Emile 17 · 56e James Lay 18 · 61e Senio Toleafoa 19 · 70e Josh Tyrell 20 · 66e Pele Cowley 21 · 55e Tusi Pisi 22 · 40e Kieron Fonotia 23 · Entraîneur · Steve Jackson |

### Écosse - Russie
Homme du match :  Adam Hastings
Points marqués :

Écosse :
- 9 essais de Hastings (13e, 17e), G. Horne (21e, 44e, 58e), Turner (51e), Seymour (55e), Barclay (75e), McInally (78e)
- 8 transformations de Hastings (14e, 18e, 22e, 45e, 52e, 56e, 76e, 79e)

Évolution du score : 7-0, 14-0, 21-0, mt, 28-0, 35-0, 42-0, 47-0, 54-0, 61-0
Arbitre :  Wayne Barnes
Touche :  Alexandre Ruiz /  Federico Anselmi 
Vidéo :  Marius Jonker
Résumé : 
| Écosse · Titulaires · 15 Blair Kinghorn · 14 Tommy Seymour 55e · 13 Duncan Taylor · 12 Peter Horne · 11 Darcy Graham 47e · 10 Adam Hastings 13e 17e · 9 George Horne 21e 44e 58e 65e · 8 Ryan Wilson · 7 Fraser Brown 31e · 6 John Barclay 75e · 5 Ben Toolis · 4 Scott Cummings 61e · 3 Zander Fagerson 40e · 2 George Turner 51e 65e · 1 Gordon Reid 61e · Remplaçants · 16 Stuart McInally 65e 78e · 17 Simon Berghan 40e · 18 WP Nel 61e · 19 Grant Gilchrist · 20 Magnus Bradbury 61e · 21 Jamie Ritchie 31e · 22 Henry Pyrgos 47e · 23 Chris Harris 65e · Entraîneur · Gregor Townsend |  | Russie · Titulaires · 61e Vassili Artemiev 15 · German Davydov 14 · 38e 40e Vladimir Ostroouchko 13 · Dmitri Guerassimov 12 · Vladislav Sozonov 11 · 65e Ramil Gaïssine 10 · Dimitry Perov 9 · 58e Nikita Vaviline 8 · Taguir Gadjiev 7 · Vitali Jivatov 6 · 50e Evgueni Ielguine 5 · 69e Andreï Ostrikov 4 · 61e Kirill Gotovtsev 3 · 61e Stanislav Selski 2 · 61e Valeri Morozov 1 · Remplaçants · 61e Sergueï Tchernychiov 16 · 61e Azamat Bitiev 17 · 61e Vladimir Podrezov 18 · 50e Bogdan Fedotko 19 · 69e Andreï Garbouzov 20 · 65e Sergueï Ianiouchkine 21 · 58e Anton Sytchiov 22 · 38e 40e 61e Iouri Kouchnariov 23 · Entraîneur · Lyn Jones |

### Irlande - Samoa
Homme du match :  Jordan Larmour
Points marqués :

Irlande : 
- 7 essais de Best (3e), Furlong (8e), Sexton (20e, 38e), Larmour (47e), Stander (64e), Conway (69e)
- 6 transformations de Sexton (4e, 10e, 22e, 49e), Carbery (66e, 71e)

Samoa : 
- 1 essai de J. Lam (25e)

Évolution du score :  7-0, 14-0, 21-0, 21-5, 26-5, mt, 33-5, 40-5, 47-5
Arbitre :  Nic Berry
Touche :  Romain Poite /  Brendon Pickerill 
Vidéo :  Rowan Kitt
Résumé : 
| Irlande · Titulaires · 15 Jordan Larmour 47e · 14 Keith Earls · 13 Robbie Henshaw 62e · 12 Bundee Aki 29e · 11 Jacob Stockdale · 10 Jonathan Sexton 20e 38e 51e · 9 Conor Murray 53e · 8 CJ Stander 64e · 7 Josh van der Flier · 6 Tadhg Beirne 60e · 5 James Ryan 57e · 4 Iain Henderson · 3 Tadhg Furlong 8e 45e · 2 Rory Best 3e 50e · 1 Cian Healy 57e · Remplaçants · 16 Niall Scannell 50e · 17 David Kilcoyne 57e · 18 Andrew Porter 45e · 19 Jean Kleyn 57e · 20 Peter O'Mahony 60e · 21 Luke McGrath 53e · 22 Joey Carbery 51e · 23 Andrew Conway 62e 69e · Entraîneur · Joe Schmidt |  | Samoa · Titulaires · Tim Nanai-Williams 15 · Ahsee Tuala 14 · Alapati Leiua 13 · Henry Taefu 12 · 50e Ed Fidow 11 · 29e UJ Seuteni 10 · 70e Dwayne Polataivao 9 · 25e Jack Lam 8 · 59e à 69e 70e TJ Ioane 7 · Chris Vui 6 · Kane Le'aupepe 5 · 14e 17e 54e Filo Paulo 4 · 54e Michael Alaalatoa 3 · 6e à 17e 47e Seilala Lam 2 · 47e Logovi'i Mulipola 1 · Remplaçants · 14e 17e 47e Ray Niuia 16 · 47e Paul Alo-Emile 17 · 54e Jordan Lay 18 · 54e Piula Fa'asalele 19 · 70e Josh Tyrell 20 · 70e Pele Cowley 21 · 29e Tusi Pisi 22 · 50e Kieron Fonotia 23 · Entraîneur · Steve Jackson |

### Japon - Écosse
Homme du match :  Kenki Fukuoka
Points marqués :

Japon :
- 4 essais de Matsushima (18e), Inagaki (26e), Fukuoka (40e, 43e)
- 4 transformations de Tamura (20e, 27e, 40e+2, 44e)

Écosse :
- 3 essais de Russell (6e), Nel (50e), Fagerson (55e)
- 3 transformations de Laidlaw (8e, 51e), Russell (56e)

Évolution du score :  0-7, 7-7, 14-7, 21-7 mt 28-7, 28-14, 28-21
Arbitre :  Ben O'Keeffe
Touche :  Mathieu Raynal /  Matthew Carley 
Vidéo :  Ben Skeen
Résumé : 
Avec cette victoire, le Japon arrive en tête de sa poule et se qualifie pour la première fois de son histoire en quart de finale - deux premières pour une équipe asiatique. Le Japon est devenu le quatrième pays du groupe 2 du Classement World Rugby des équipes nationales de rugby à XV à se qualifier pour les quarts de finale, et le premier depuis les Fidji en 2007. Le Japon est le premier pays du groupe 2 à avoir dominé sa poule et à remporter tous ses matchs. C'est la première fois qu'un pays du groupe 2 a battu deux pays du groupe 1 en une seule campagne de Coupe du monde. C'est la première 
victoire du Japon sur l'Écosse.
| Japon · Titulaires · 15 Will Tupou 51e · 14 Kotaro Matsushima 18e · 13 Timothy Lafaele · 12 Ryoto Nakamura 75e · 11 Kenki Fukuoka 40e 43e · 10 Yu Tamura · 9 Yutaka Nagare 51e · 8 Kazuki Himeno · 7 Lappies Labuschagné · 6 Michael Leitch 73e · 5 James Moore 52e · 4 Luke Thompson · 3 Koo Ji-won 22e · 2 Shota Horie 73e · 1 Keita Inagaki 26e 57e · Remplaçants · 16 Atsushi Sakate 73e · 17 Isileli Nakajima 57e · 18 Asaeli Ai Valu 22e · 19 Uwe Helu 52e · 20 Hendrik Tui 73e · 21 Fumiaki Tanaka 51e · 22 Rikiya Matsuda 75e · 23 Ryohei Yamanaka 51e · Entraîneur · Jamie Joseph |  | Écosse · Titulaires · Stuart Hogg 15 · 52e Tommy Seymour 14 · Chris Harris 13 · Sam Johnson 12 · 60e Darcy Graham 11 · 6e Finn Russell 10 · 52e Greig Laidlaw 9 · Blade Thomson 8 · Jamie Ritchie 7 · 66e Magnus Bradbury 6 · Jonny Gray 5 · 52e Grant Gilchrist 4 · 52e 50e WP Nel 3 · 52e Fraser Brown 2 · 52e Allan Dell 1 · Remplaçants · 52e Stuart McInally 16 · 52e Gordon Reid 17 · 52e 55e Zander Fagerson 18 · 52e Scott Cummings 19 · 66e Ryan Wilson 20 · 52e George Horne 21 · 61e Peter Horne 22 · 52e Blair Kinghorn 23 · Entraîneur · Gregor Townsend |